# Duggendorf
Duggendorf est une commune de Bavière (Allemagne), située dans l'arrondissement de Ratisbonne, dans le district du Haut-Palatinat.

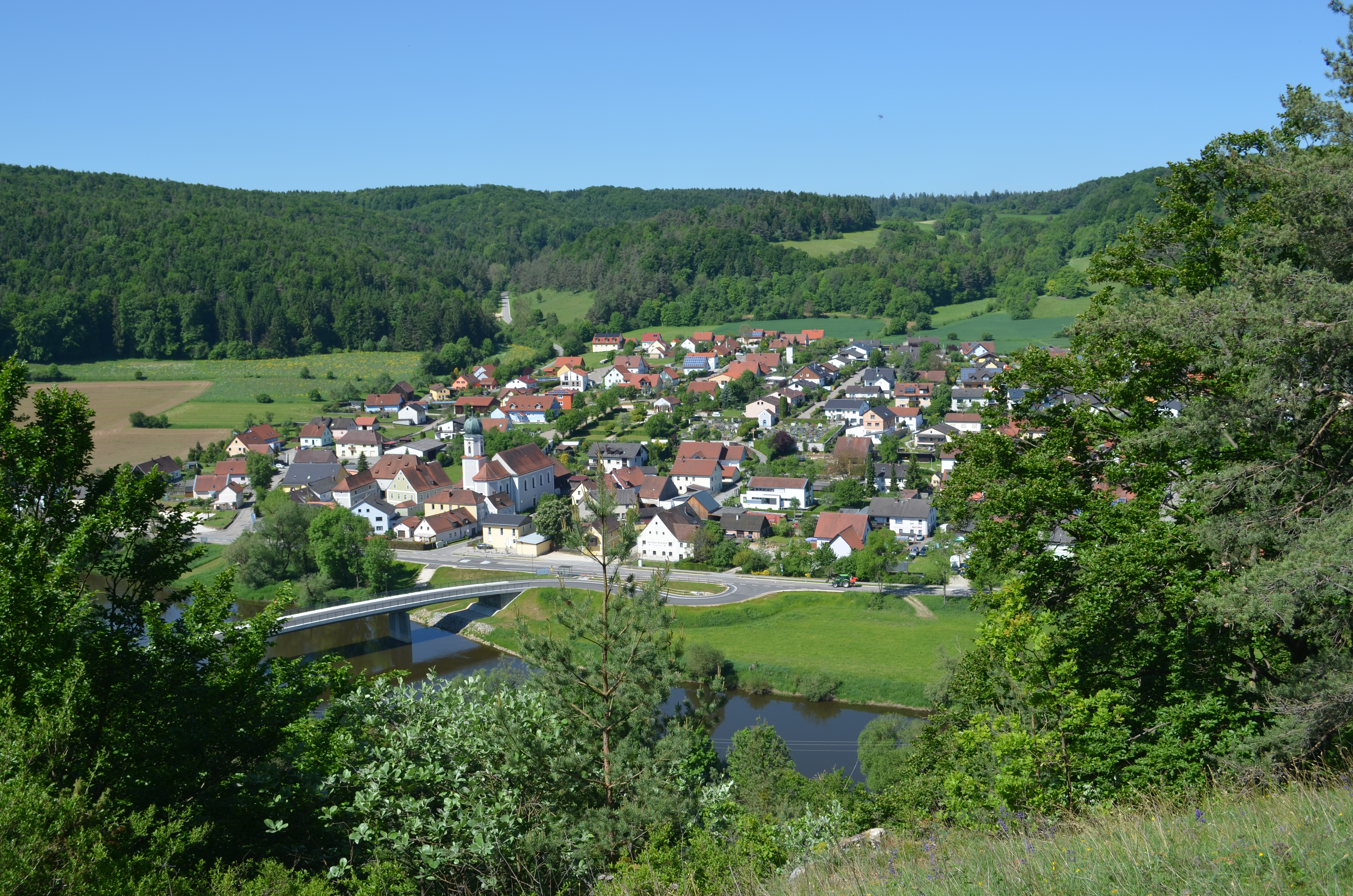
Duggendorf vu de Jakobenberg.

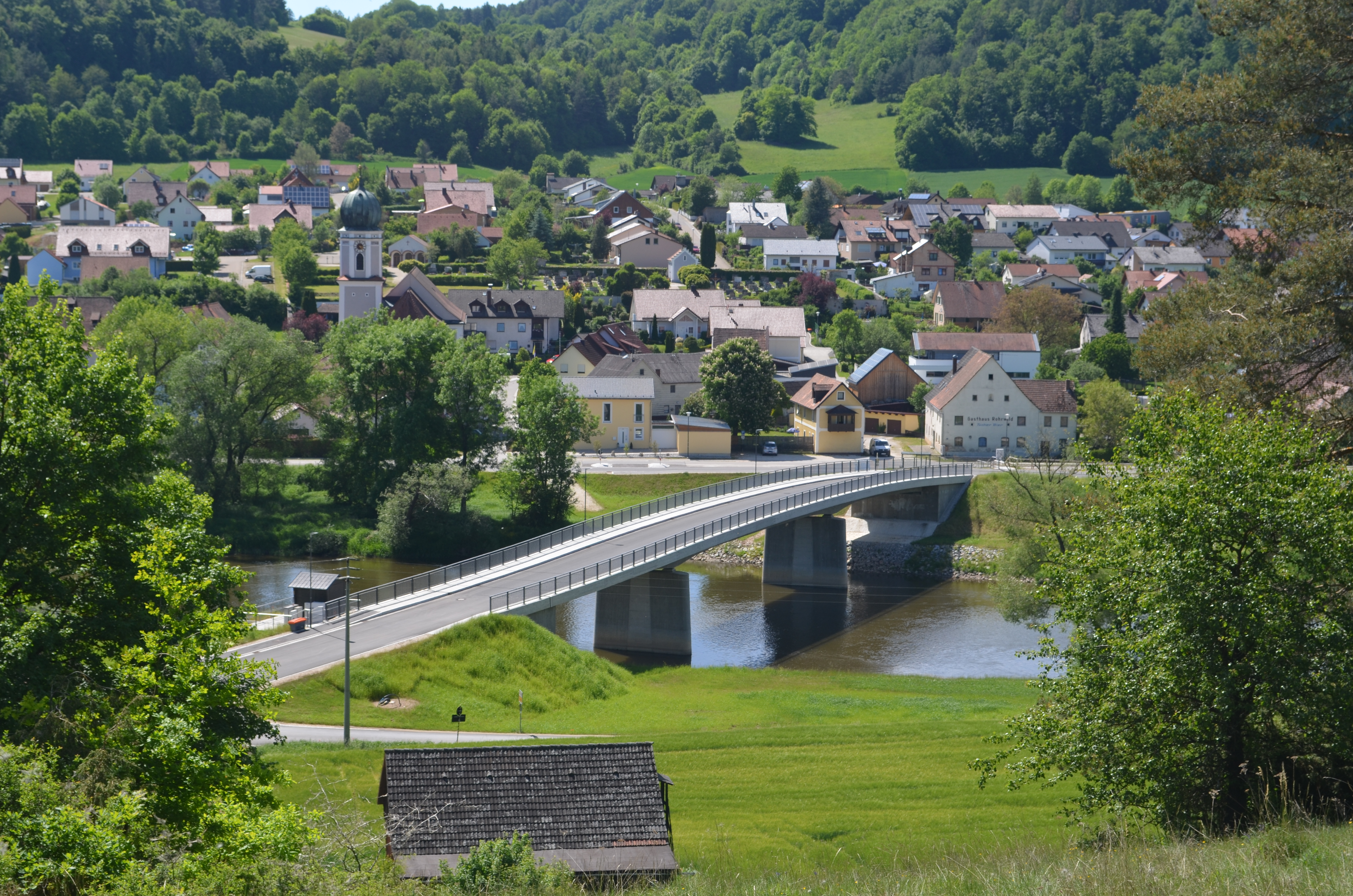
Pont sur la rivière Naab à Duggendorf.

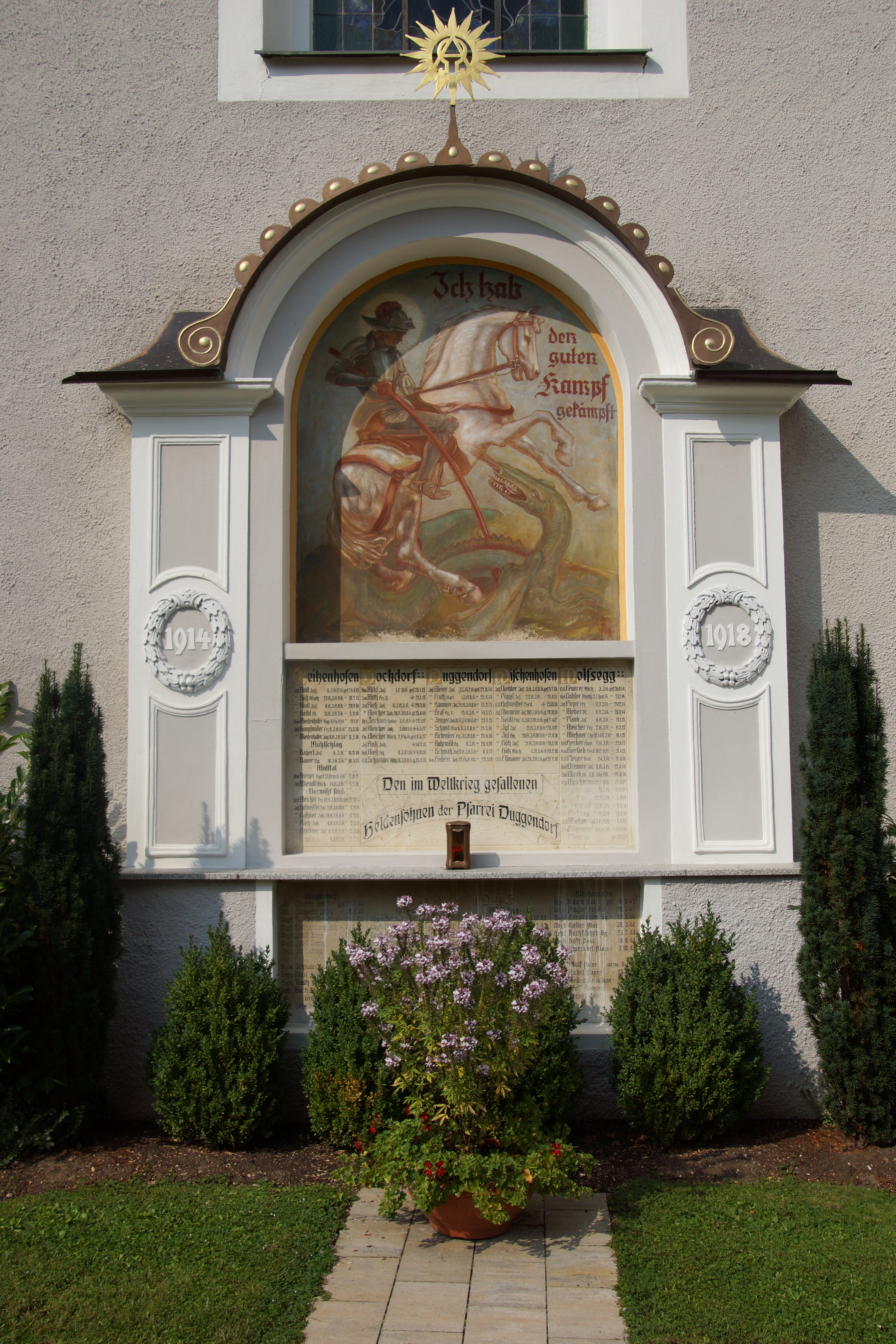
Le monument aux morts de l'église paroissiale de l'Assomption à Duggendorf, conçu par Albert Reich en 1920.